# Дмитрий Бортнянски
Дмитрий Степанович Бортнянски (на руски: Дмитрий Степанович Бортнянский; на украински: Дмитро Степанович Бортнянський; 28 октомври 1751, Глухов, Киевска губерния – 10 октомври 1825, Санкт-Петербург) е руски композитор от украински произход, По бащина линия Бортнянски е лемко по произход. Баща му Стефан (Степан) Шкурат променя фамилията си на по-„благородно“ звучащата Бортнянски по името на родното си село Бортне (Бартне), днес на територията на Полша. Майка му Марина Дмитриевна Толстая е от руския дворянски род Толстой.
Изучава пеене и теория на музиката в Петербургската придворна певческа капела. Под ръководството на Б. Галупи изучава музикална композиция. Между 1769 и 1779 живее и твори зад граница, а след завръщането си става капелмайстор, а от 1796 – и директор на Капелата.
Пише три опери, по либрета на френски език: „Праздник сеньора“ (1786), „Сокол“ (1786), и най-значимата от трите, „Сын соперник, или Современная Стратоника“ (1787). В историята на руската музика обаче Бортнянски остава с авторските си композиции на хорова православна църковна музика. Написал е множество църковни песнопения, концерти за църковен и светски хор, много камерно-инструментални творби, измежду които квинтет (1787) и симфония (1796), които спадат към първите образци на крупните циклични музикални форми в руската музика.
Днес Бортнянски е известен преди всичко с източноправославните си песнопения, сред които световно известната „Многая лета“, „Тебе Бога хвалим“ по стихове на еп. Амвросий Медиолански, „Сили небесни“, „Как славен е Господ в Сион“ и др. „Многая лета“ става особено популярна в изпълнение на оперния певец Борис Христов и се изпълнява и до днес като част от празничните литургии в българските източно-православни храмове.
Погребан е в Тихвинското гробище в Санкт Петербург, Русия.